# Vliegbeweging
Een vliegtuigbeweging (of vliegbeweging) is een opstijging of een landing van een luchtvaartuig op een luchthaven. Hierbij wordt geen onderscheid gemaakt tussen het soort luchtvaartuigen zoals een passagiersvliegtuig, een klein lesvliegtuig of een helikopter of de aard van de vlucht zoals vrachtvlucht, lesvlucht, proefvlucht, reclamevlucht of recreatievlucht.
Vluchten zonder tussenlanding, in de luchtvaartwereld gewoonlijk aangeduid met het Engelse flight leg, kennen aldus twee vliegbewegingen. Het aantal vliegbewegingen per vlucht is dus een triviaal gegeven, het aantal vliegbewegingen voor een vliegveld is dat geenszins. Zo wordt de last die een vliegveld voor de omgeving veroorzaakt, veelal gemeten in vliegbewegingen per jaar, en daarbij geldt de simpele formule V = S + L: aantal Vliegbewegingen is gelijk aan het aantal Starts plus het aantal Landingen.
Voor hetzelfde begrip worden alternatieve definities gebruikt door de Nederlandse overheid waardoor voor een vergelijking tussen aantallen in gepubliceerde statistieken, wetten en besluiten een omrekening noodzakelijk is.
In het Luchthavenverkeerbesluit voor Schiphol staat: "de aankomst of het vertrek van een vliegtuig op of van de luchthaven". Een vliegtuig is hierbij een "gemotoriseerd luchtvaartuig met vaste vleugels, zwaarder dan lucht, dat hoofdzakelijk in de lucht gehouden kan worden door aërodynamische reactiekrachten op zijn vleugels", maar hierbij zijn draagschroefvliegtuigen voor dit specifieke besluit uitgesloten. Ten opzichte van een luchtvaartuig uit de CBS definitie zijn bijvoorbeeld helikopters en luchtballonnen uitgesloten door het gebruik van het begrip "vliegtuig".
In het Luchthavenverkeerbesluit voor Eindhoven staat: "start of landing van een vliegtuig van of op de luchthaven". In deze definitie is het gebruik van vliegtuig inclusief draagschroefvliegtuigen, maar exclusief luchtballonnen.
Het advies van de Alderstafel Schiphol  (het zogenaamde Aldersakkoord 2008) is omgezet in een aantal convenanten, waarin vliegtuigbeweging gedefinieerd is als :
"...het zogenaamde grote handelsverkeer. Dit zijn bewegingen van commerciële luchtvaartuigen onder operationele vergunning in de zin van Verordening (EEG) nr. 2407/92 of haar onder internationale verdragen geaccepteerde equivalent."
In deze definitie van de Alderstafel zijn ten opzichte van een vliegtuigbeweging volgens het CBS bijvoorbeeld lesvluchten, vluchten van privéjets, helikopters en luchtballonnen uitgesloten.